# Cyclopsitta gulielmitertii
Cyclopsitta gulielmitertii là một loài chim trong họ Psittacidae.

## Hình ảnh

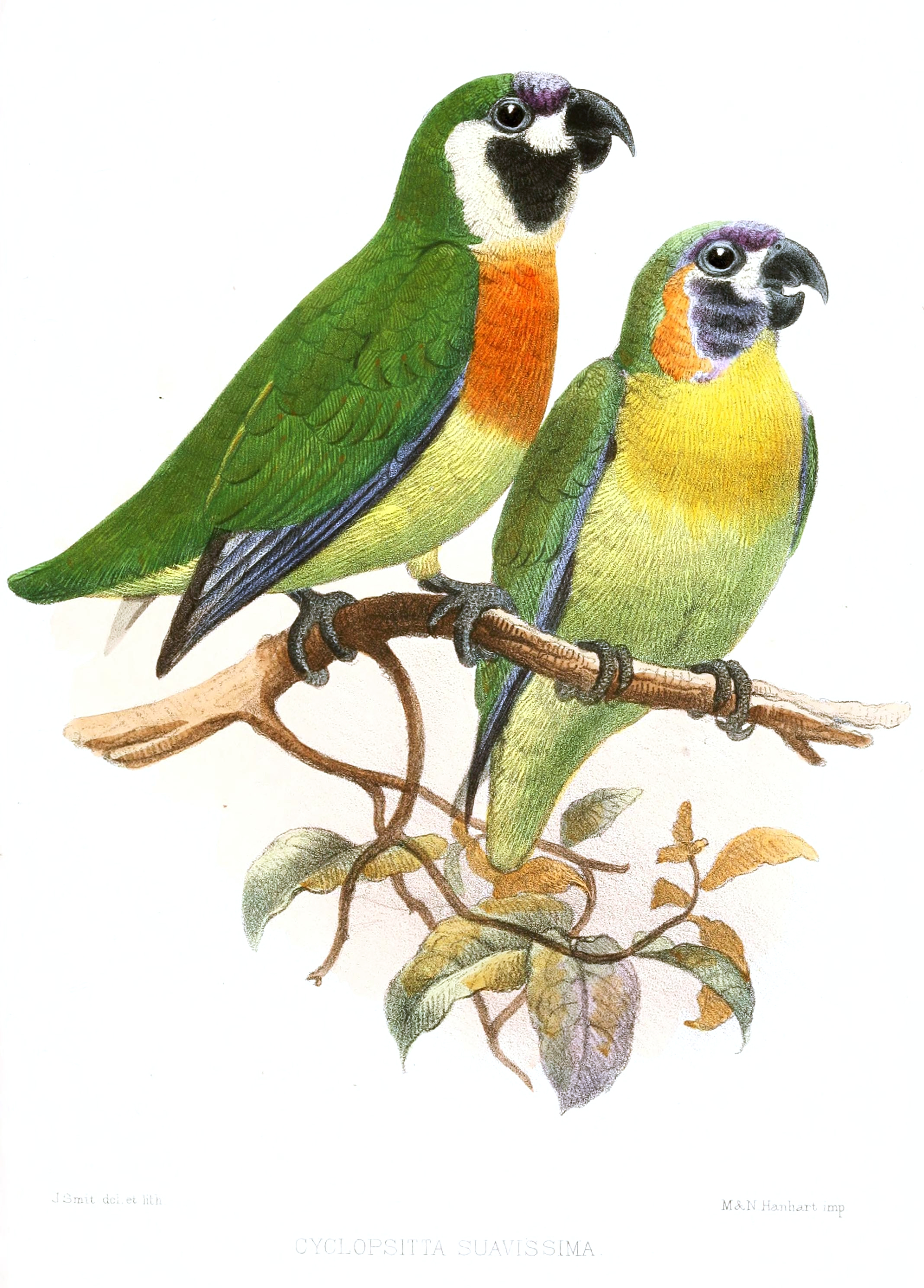
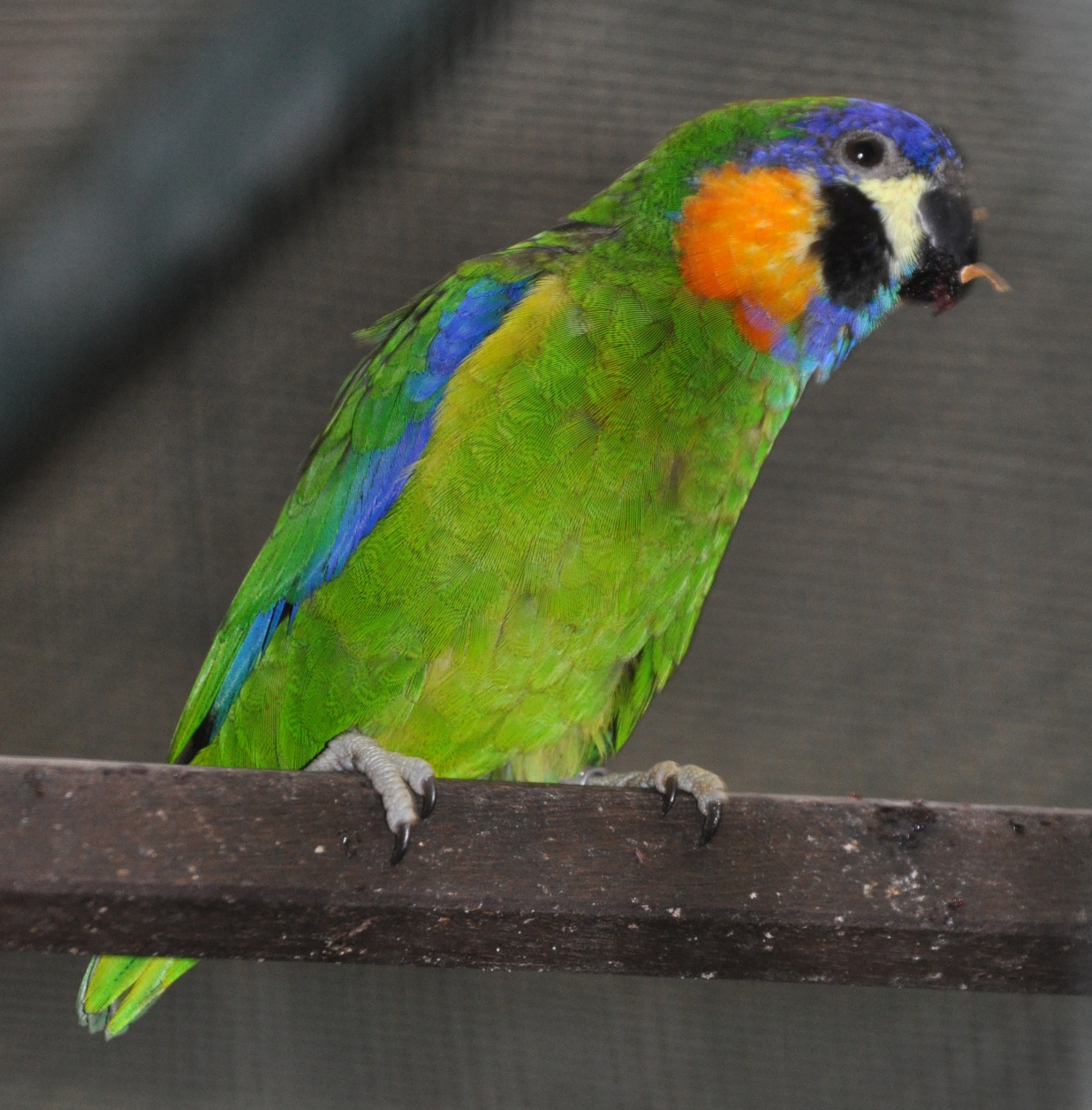